# Rima Diophantus
La Rima Diophantus è una formazione geologica della superficie della Luna.
È intitolata al matematico greco Diofanto di Alessandria.
Questa frattura attraversa il Mare Imbrium da est a ovest.

## Crateri prossimi
Attorno alla rima ci sono 4 piccoli crateri, così nominati:
| Diophantus | Latitudine | Longitudine | Diametro |
| ---------- | ---------- | ----------- | -------- |
| Isabel     | 28,2° N    | 34,1° W     | 1 km     |
| Louise     | 28,5° N    | 34,2° W     | 0,8 km   |
| Samir      | 28,5° N    | 34,3° W     | 2 km     |
| Walter     | 28,0° N    | 33,8° W     | 1 km     |